# Behn Wilson
Pour les articles homonymes, voir Wilson.
Behn Alexander Wilson (né le 19 décembre 1958 à Toronto, dans la province de l'Ontario au Canada) est un joueur professionnel canadien de hockey sur glace.

## Carrière de joueur
Joueur robuste, il fut alors repêché par les Flyers de Philadelphie qui préconisait ce style de jeu lors du repêchage de 1978. Il rejoignit l'équipe en 1978-1979 où il joua toutes les parties de la saison régulière et contribua au succès de l'équipe avec 49 points. À sa deuxième saison, il aida le club de la Pennsylvanie à se qualifier pour la finale de la Coupe Stanley. Par contre, ils s'inclinèrent face aux Islanders de New York qui eux en étaient à leur première conquête d'une série de quatre consécutives.
En 1980-1981, il connut sa meilleure production offensive en carrière en amassant 63 points en 77 parties. Au cours de cette saison, il fut invité à participer au Match des étoiles de la Ligue nationale de hockey. Il joua ensuite deux autres saisons à Philadelphie avant d'être échangé aux Black Hawks de Chicago en juin 1983.
Sa carrière fut écourtée en raison d'une blessure au dos qu'il a subie le 5 avril 1986 lors d'une joute face aux Maple Leafs de Toronto. Il dut rater entièrement la saison 1986-1987 mais revint la saison suivante. Par contre, il dut renoncer à continuer au terme de cette saison en raison de douleurs constantes.

## Statistiques de carrière
| Saison     | Équipe                 | Ligue      |     | Saison régulière | Saison régulière | Saison régulière | Saison régulière | Saison régulière |    | Séries éliminatoires | Séries éliminatoires | Séries éliminatoires | Séries éliminatoires | Séries éliminatoires |
| Saison     | Équipe                 | Ligue      | PJ  | B                | A                | Pts              | Pun              | PJ               | B  | A                    | Pts                  | Pun                  |                      |                      |
| 1974-1975  | Flyers de Don Mills    | AHO-B      | 44  | 24               | 45               | 69               | -                | -                | -  | -                    | -                    | -                    |                      |                      |
| 1975-1976  | 67 d'Ottawa            | LHJMO      | 63  | 5                | 16               | 21               | 131              | 13               | 3  | 2                    | 5                    | 46                   |                      |                      |
| 1976-1977  | 67 d'Ottawa            | LHJMO      | 31  | 8                | 29               | 37               | 115              | -                | -  | -                    | -                    | -                    |                      |                      |
| 1976-1977  | Spitfires de Windsor   | LHJMO      | 17  | 4                | 16               | 20               | 38               | -                | -  | -                    | -                    | -                    |                      |                      |
| 1976-1977  | Wings de Kalamazoo     | LIH        | 13  | 2                | 7                | 9                | 40               | -                | -  | -                    | -                    | -                    |                      |                      |
| 1977-1978  | Canadians de Kingston  | LHJMO      | 52  | 18               | 58               | 76               | 186              | 2                | 1  | 3                    | 4                    | 21                   |                      |                      |
| 1978-1979  | Flyers de Philadelphie | LNH        | 80  | 13               | 36               | 49               | 197              | 5                | 1  | 0                    | 1                    | 8                    |                      |                      |
| 1979-1980  | Flyers de Philadelphie | LNH        | 61  | 9                | 25               | 34               | 212              | 19               | 4  | 9                    | 13                   | 66                   |                      |                      |
| 1980-1981  | Flyers de Philadelphie | LNH        | 77  | 16               | 47               | 63               | 237              | 12               | 2  | 10                   | 12                   | 36                   |                      |                      |
| 1981-1982  | Flyers de Philadelphie | LNH        | 59  | 13               | 23               | 36               | 135              | 4                | 1  | 4                    | 5                    | 10                   |                      |                      |
| 1982-1983  | Flyers de Philadelphie | LNH        | 62  | 8                | 24               | 32               | 92               | 3                | 0  | 1                    | 1                    | 2                    |                      |                      |
| 1983-1984  | Black Hawks de Chicago | LNH        | 59  | 10               | 22               | 32               | 143              | 4                | 0  | 0                    | 0                    | 4                    |                      |                      |
| 1984-1985  | Black Hawks de Chicago | LNH        | 76  | 10               | 23               | 33               | 185              | 15               | 4  | 5                    | 9                    | 60                   |                      |                      |
| 1985-1986  | Black Hawks de Chicago | LNH        | 69  | 13               | 38               | 51               | 113              | 2                | 0  | 0                    | 0                    | 2                    |                      |                      |
| 1987-1988  | Black Hawks de Chicago | LNH        | 58  | 6                | 23               | 29               | 166              | 3                | 0  | 0                    | 0                    | 6                    |                      |                      |
| Totaux LNH | Totaux LNH             | Totaux LNH | 601 | 98               | 261              | 359              | 1 480            | 67               | 12 | 29                   | 41                   | 194                  |                      |                      |

## Transactions en carrière
- 8 juin 1983 : échangé aux Black Hawks de Chicago par les Flyers de Philadelphie en retour de Doug Crossman et d'un choix de 2e ronde (Scott Mellanby) lors du repêchage d'entrée dans la LNH en 1984.
- 3 octobre 1988 : réclamé par les Canucks de Vancouver des Black Hawks de Chicago lors du repêchage intra-équipe.